# Мітт Ромні
Мітт Ро́мні (англ. Mitt Romney; нар. 12 березня 1947, Детройт, Мічиган, США) — американський політик, сенатор США від Юти, губернатор штату Массачусетс (2003-2007). Син підприємця та політика Джорджа Ромні. Член Церкви Ісуса Христа Святих останніх днів (мормони). Член Республіканської партії, кандидат у президенти на Президентських виборах у США 2012.

## Біографія
Народився в Детройті. Його батько Джордж Ромні був губернатором штату Мічиган. Навчався в школі для хлопчиків, потім у Стенфорді, після чого служив у мормонській місії у Франції. Після місії Ромні закінчив Університет Бригам Янг (УБЯ) 1971-го після чого навчався у Гарварді де отримав ступінь магістра ділового адміністрування (MBA) і ступінь в юриспруденції.
1969 року, бувши студентом УБЯ, Мітт Ромні уклав шлюб з Енн, яку знав зі школи. Вони мають п'ятьох синів і десять онуків.
У 1980-х, після закінчення навчання став одним із засновників і керівним партнером Bain Capital, приватної фінансової компанії в Бостоні — компанії, що купувала інші компанії і звільняла працівників, щоб підвищити конкурентоспроможність.
1994 року балотувався до Сенату США проти Теда Кеннеді, але програв. Також завідував оргкомітетом Олімпіади в Солт-Лейк-Сіті, що допомагала проведенню Зимових Олімпійських Ігор 2002 в Солт-Лейк-Сіті. Мітт Ромні був призначений на пост керівника комітету у зв'язку з тим, що попереднє керівництво було замішане у скандалі з хабарами. Крім того, він був членом ради директорів компанії-гіганта з продажу офісного приладдя Staples.

## Політичне життя
Після успіху з Олімпіадою, балотується на посаду губернатора Массачусетсу. У листопаді 2002 республіканця Мітта Ромні було обрано губернатором штату Массачусетс. Оскільки бюджет штату знаходився в стані серйозної кризи, передвиборча платформа Ромні була заснована на реформах. Прихильники Мітта Ромні цінували його досягнення в бізнесі, особливо його успіх у підготовці до Олімпіади 2002, і бачили в ньому керівника, який здатен почати нову еру ефективності в політиці Массачусетсу. Його опоненти заявляли, що через недостатній досвід у державній діяльності Ромні не відповідає посаді, але виборці з цією думкою не погодилися. Як губернатор він підтримував знамениту програму медичного забезпечення в штаті Массачусетс.
Працював над скороченням витрат через державну консолідацію і проведення реформ, не підвищуючи при цьому податків. Завдяки його зусиллям з відновлення економіки, дефіцит обсягом в 3 мільярди доларів до 2004 року перетворився на надлишок об'ємом в 700 мільйонів доларів.
Опоненти звинувачували його в тому, що він більше підтримує великий бізнес, ніж середньостатистичного працівника, і що він більше зацікавлений в поїздках по країні з метою просування своєї політичної кар'єри, ніж у виконанні обов'язків губернатора штату.

## Президентська кампанія 2008
Кандидуючи на Президентських виборах у США 2008 припинив боротьбу за президентське крісло 7 лютого 2008. Під час своєї передвиборчої кампанії він часто говорив про труднощі, які відчувають національна безпека, економіка і культура.

## Президентська кампанія 2012

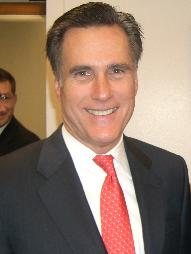

Президентські вибори у США 2012 — 6 листопада.
11 квітня 2011 заявив, що створює комітет для свого балотування на посаду Президента США.
Станом на 22-24 липня був лідером боротьби за республіканську номінацію у трьох макрорегіонах США з чотирьох, а 11 січня 2012 виграв внутрішньопартійний праймериз в Республіканській партії після чого став офіційним кандидатом в президенти США на виборах — 2012.
11 серпня заявив, що обрав віце-президентом Пола Раяна.
30 серпня офіційно висунуто кандидатом в Президенти США від республіканців на Національній Конвенції (з'їзді) Республіканської партії в Тампа Бей, Флорида.
«Я йду в президенти, щоб допомогти створити краще майбутнє, таке майбутнє, де кожен, хто хоче працювати, зможе знайти роботу, де у пенсіонерів не буде страху за їхні пенсії, де буде Америка, в якій кожен з батьків знає, що його діти отримають освіту, яка дає гарну роботу і світлий життєвий обрій. І на відміну від чинного президента, я маю план створити 12 мільйонів нових робочих місць.»
— цитата з промови Ромні на цій Конвенції.
3 жовтня відбувся перший раунд теледебатів Ромні з конкурентом від демократів Бараком Обамою, де вони здебільшого обговорювали економіку. 16 жовтня — другий раунд теледебатів, 22 жовтня — третій раунд.
Найбільшою перешкодою Мітту Ромні і водночас його перевагою, є членство в Церкві мормонів. Завдяки консервативним переконанням Церкви, він викликає схвалення консервативних християн країни. З тієї самої причини багато християн не віддали б свої голоси за Ромні, бо вважають, що релігія мормонів не входить в основний напрямок християнства. Разом з тим багато керівників євангелістів висловлюють готовність підтримати Ромні на шляху до посади Президента, незважаючи на релігійні відмінності.